# 10미터 러닝타겟
10미터 러닝타겟은 국제사격연맹이 주관하는 국제식 사격 종목 중 하나로서, 사수로부터 10미터 거리에서 2미터 거리를 이동하는 표적을 공기소총으로 사격하는 경기이다.
사수가 표적을 호출하면, 표적은 표적이 달리는 통로인 오프닝(opening)에 나타나 완주(slow run)나 속주(fast run)의 두 가지 속도로 주행하며, 완주의 경우 표적이 오프닝을 주행하는 데 5초가 걸리며, 속주의 경우 오프닝을 처음부터 끝까지 주행하는 데 2.5초가 걸린다. 즉, 사수는 그 시간 안에 표적에 사격하여야 한다.
남자 정상 종목이 1992년 하계 올림픽에서부터 50미터 러닝타겟 경기를 대신하여 정식 종목으로 채택되었으나, 2004년 하계 올림픽을 마지막으로 10미터 러닝타겟 경기는 올림픽 정식 종목에서 제외되었다. 이로써 러닝타겟 경기는 올림픽에서 더 이상 열리지 않게 되었다.

## 정상 경기와 혼합 경기
10 미터 러닝타겟 경기는 크게 다음의 정상 경기와 혼합 경기의 세부종목으로 나뉜다.
- 정상 (regular runs) 경기 : 완주 표적을 완주 표적을 남자의 경우 30발, 여자의 경우 20발 사격한 다음, 다시 속주 표적을 남자 30발, 여자 20발 사격하여 남자는 총 60발, 여자는 총 40발을 사격하는 경기이다.
- 혼합 (mixed runs) 경기 : 정상 경기에서와 달리, 완주 표적과 속주 표적이 무작위로 나타난다. 단, 경기에 나타난 모든 완주 표적의 수와 속주 표적의 수는 각 20개(총합 40개)여야 하며 이는 남·녀 공통이다.

## 장비
10미터 러닝타겟은 4.5 밀리미터 구경의 공기소총을 사용하며, 10미터 공기소총 경기에 사용하는 소총과 유사하지만 총신이 더욱 길고 4배율까지의 광학식 망원 조준경을 사용할 수 있다. 여기에 4.5 밀리미터 구경의 납 또는 기타 무른 물질로 만들어진 탄환을 사용할 수 있다.
표적의 경우 직사각형의 종이 카드에 조준점 하나와 채점구역 두개가 인쇄되어 있으며, 조준점이 가운데 위치한다. 전자표적의 경우 검은색 구멍인 채점구역 한 개가 중심에 위치하고, 조준점이 그 양 옆에 위치한다. 조준점의 지름은 15.5 밀리미터이며, 채점구역의 경우 육안으로 채점하는 종이표적의 경우 지름이 50.5 밀리미터(검은색 구역은 30.5 밀리미터), 전자표적용 종이카드에서는 30.5 밀리미터이다. 원 사이의 거리는 70 밀리미터이다.
복장의 경우 10미터 공기소총 경기에서 사용되는 것과 유사한 가죽과 캔버스 재질의 사격 재킷을 착용하지만, 좀 더 부드러우며, 특별한 사격 바지나 장갑, 신발은 사용하지 않는다.

## 세계선수권 대회

### 남자
1981년부터 2009년 대회까지 열렸다.
| 연도 | 개최지     | 금메달                   | 은메달                              | 동메달                              |
| ---- | ---------- | ------------------------ | ----------------------------------- | ----------------------------------- |
| 1981 | 산토도밍고 | 유리 카데나치 (URS)      | 안드레이 테레힌 (URS)               | 이고르 말라슈코프 (URS)             |
| 1982 | 카라카스   | 이고르 소콜로프 (URS)    | 세르게이 사보스티아노프 (URS)       | 알렉산드르 이바치힌 (URS)           |
| 1983 | 에드먼턴   | 장 뤼크 트리쿠아르 (FRA) | 이고르 소콜로프 (URS)               | 랜디 스튜어트 (USA)                 |
| 1986 | 줄         | 루보스 라칸스키 (TCH)    | 지그문트 보그지에비치 (POL)         | 세르게이 루조프 (URS)               |
| 1987 | 부다페스트 | 장 뤼크 트리쿠아르 (FRA) | 루보스 라칸스키 (TCH)               | 알렉산데르 자하르첸코프 (URS)       |
| 1989 | 사라예보   | 어틸러 숄티 (HUN)        | 요제프 언전 (HUN)                   | 요제프 시케 (HUN)                   |
| 1990 | 모스크바   | 만프레트 쿠르처 (GDR)    | 칭촨슈 (CHN)                        | 겐나디 아이라멘코 (URS)             |
| 1991 | 스타방에르 | 루보스 라칸스키 (TCH)    | 겐나디 아이라멘코 (URS)             | 안드레이 바실리예우 (URS)           |
| 1994 | 밀라노     | 만프레트 쿠르처 (GER)    | 크리스테르 홀름베르그 (FIN)         | 카를로 콜롬보 (ITA)                 |
| 1998 | 바르셀로나 | 지위안뉴 (CHN)           | 애덤 새토프 (USA)                   | 이고르 콜레소프 (RUS)               |
| 2002 | 라흐티     | 디미트리 리킨 (RUS)      | 링양 (CHN)                          | 애덤 새토프 (USA)                   |
| 2006 | 자그레브   | 지위안뉴 (CHN)           | 알렉산드르 빌노프 (RUS)             | 미로슬라프 야누스 (CZE)             |
| 2008 | 플젠       | 에밀 안데르손 (SWE)      | 미로슬라프 야누스 (CZE)             | 블라디슬라프 프리아니슈니코프 (UKR) |
| 2009 | 헤이놀라   | 에밀 안데르손 (SWE)      | 블라디슬라프 프리아니슈니코프 (UKR) | 디미트리 로마노프 (RUS)             |